# Tallbergstjärnen, Hälsingland
Tallbergstjärnen är en sjö i Ljusdals kommun i Hälsingland och ingår i Ljusnans huvudavrinningsområde.